# (119951) 2002 KX14
(119951) 2002 KX14 — транснептуновый объект, расположенный в поясе Койпера. Он был обнаружен 17 мая 2002 года Мишелем Е. Брауном и Чадом Трухильо.
Объект имеет большую полуось, орбитальный период и эксцентриситет близкие к плутино. У плутино орбитальный период составляет около 247,2 лет (1,5 орбитальных периода Нептуна). Но (119951) 2002 KX14 не классифицируется как плутино, поскольку не находится в резонансе с Нептуном, и это, возможно, связано с его почти круговой орбитой, лежащей почти идеально на плоскости эклиптики. Он возможно остался стабильно далёким и, следовательно не мог быть прямым результатом значительных возмущений во внешнем планетарном воздействии Нептуна. Глубокое исследование эклиптики (DES) в настоящее время показывает, что он — кьюбивано (классический), расположенный уже 10 млн лет на своей орбите.
Объект перейдёт в противостояние в конце мая и его видимая звёздная величина около 20,4. Это значит, что он имеет блеск в 360 раз слабее, чем Плутон.

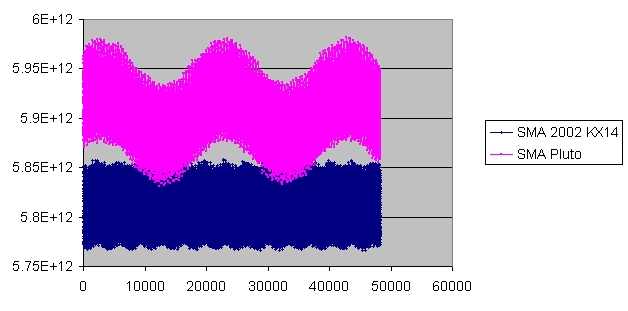
Либрации большой полуоси Плутона (розовая) и (119951) 2002 KX_{14} (синяя).

Размер объекта по данным покрытия 2012 года составляет 404 ± 1 км.